# المتطوعون التلقائيون
المتطوعون التلقائيون غير التابعين وهي تشير إلى الأفراد المتطوعين في خدمة أفراد المجتمع، عادةً بعد كارثة واسعة النطاق أو حظيت بتغطية إعلامية جيدة، لإن المتطوعين التلقائيين غير حاصلين على فرص تدريب ثابت . كما أن جدارة الثقة بالمتطوعين مجهولة، الإدارة المتطوعون التلقائيون يُمكنُ أَنْ تَكُونَ صعبةَ جداً وموضوع كمية كبيرة مِنْ البحثِ والممارسة.
في العديد من دوائر تنظيم المجتمع، يُفضل مصطلح «متطوع مجتمعي» مع التأكيد على الطبيعة المرتكزة على المجتمع للعمل التطوعي غير المنتسب.